# Colbert County
Colbert County is een county in het noordwesten van de Amerikaanse staat Alabama.
De county heeft een landoppervlakte van 1.540 km² en telt 54.984 inwoners (volkstelling 2000). De hoofdplaats is Tuscumbia.

## Foto's

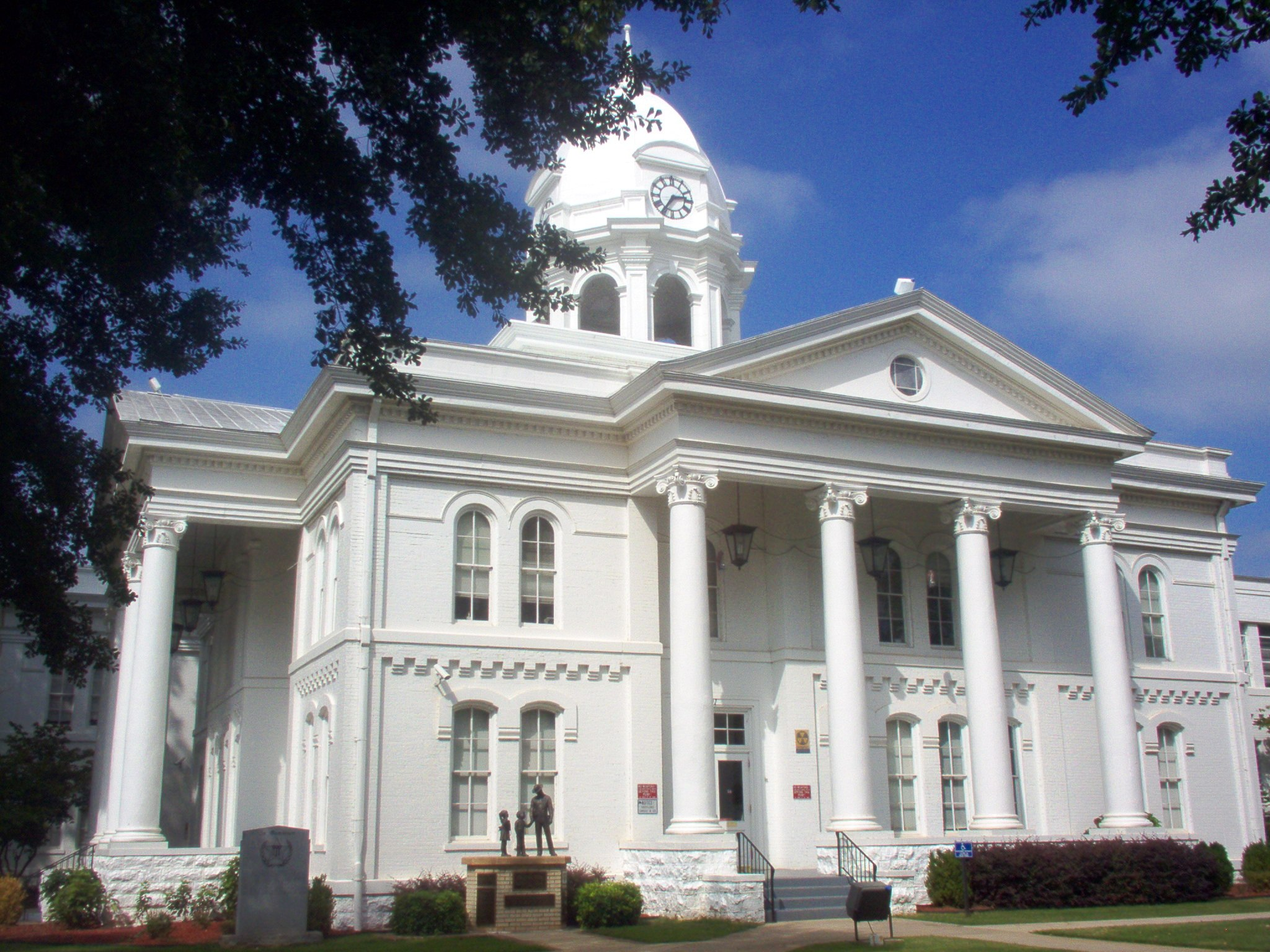
Rechtbank
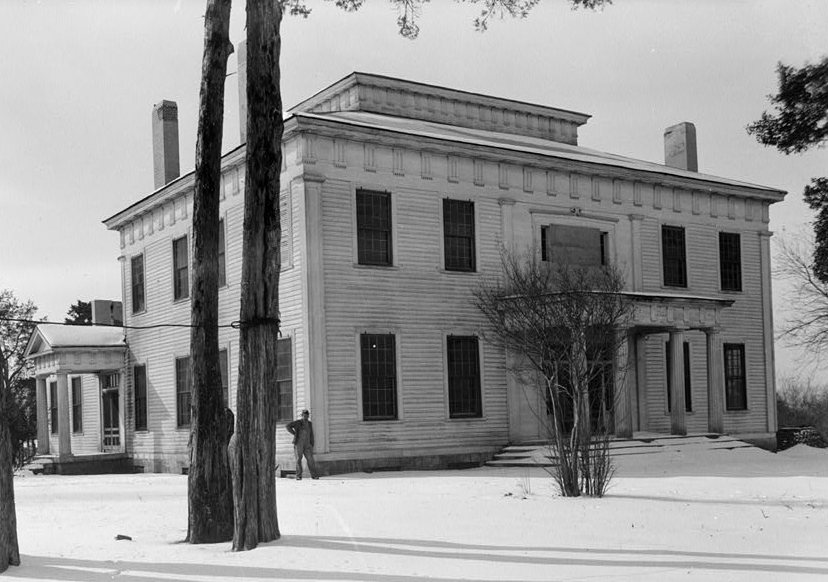
Barton Hall